# Sonambulismo
O noctambulismo ou hipnofrenose, denominado sonambulismo para o sono não-REM ou distúrbio comportamental do sono REM para o sono REM, é um transtorno comportamental do sono (parassonia), durante o qual a pessoa pode desenvolver habilidades motoras simples ou complexas. O sonâmbulo sai da cama e pode andar, urinar, comer, realizar tarefas comuns e mesmo sair de casa, enquanto permanece inconsciente. É difícil de acordar um sonâmbulo, mas, contrariamente à crença popular, não é perigoso fazê-lo, sendo inclusive perigoso não acordá-lo. Contudo, esse despertar deve ser feito com cautela, já que alguns sonâmbulos podem ficar confusos e até mesmo ser violentos.

## Prevalência
É mais comum em crianças em idade escolar. Cerca de 25% das crianças entre 3 a 10 anos relatam pelo menos um episódio por ano e 15% tem episódios todos os meses. Possui tendência genética pois gêmeos idênticos apresentam sonambulismo seis vezes mais frequentemente que os não-idênticos e 40% das pessoas com sonambulismo possuem pelo menos dois outros parentes que também tem este distúrbio. Estima-se que a prevalência nos países varie entre 1 a 15% da população, sendo mais comum nos países com população predominantemente jovem e com alto uso de sedativos (como álcool).
Dentre as crianças entre 5 e 12 anos de idade, estima-se que 15 a 40% tenham apresentado algum episódio de sonambulismo, pelo menos uma vez na vida. A maior parte das crianças sonâmbulas deixa de apresentar este comportamento a partir da adolescência. Dentre os adultos, as pesquisas estimam que 0,5 a 4% apresentam sonambulismo. Porém é importante lembrar que quando acordamos por curtos intervalos, o cérebro pode apagar essas memórias como desnecessárias junto com nossos sonhos, dando a impressão de um episódio de sonambulismo. Essa amnésia também é comum nas dissonias. Como crianças não tem as áreas responsáveis pela memorização tão bem desenvolvidas quanto adultos esse esquecimento é ainda mais comum nelas.

## Características
Habitualmente, são episódios isolados, mas pode ter um carácter recorrente em 1-6% dos pacientes. O sonambulismo, segundo estudos de polissonografia, geralmente ocorre uma a duas horas depois de começar a dormir (estágios 3 e 4 do sono), na fase chamados sono de ondas lentas (SOL) e Lento único e afetivo (LUA). Pode durar apenas alguns segundos ou mais de 30 minutos. É possível que ocorra durante a primeira hora de sono, sendo esse caso mais raro (0,05% dos sonâmbulos apresentam essa característica).

## Causas
A sua causa é desconhecida e não há tratamento eficaz. Acredita-se, erradamente, que o sonambulismo é a conversão, no estado de vigília, dos movimentos que o indivíduo efetua durante o sonho. Mas na realidade o sonambulismo ocorre antes do estágio de movimentos oculares rápidos (ver Sono REM). O sono tem cinco estágios durante os quais as ondas cerebrais diminuem de intensidade até atingir um profundo estado de relaxamento. 
A baixa atividade se mantém no hipotálamo, ligado à consciência, e no córtex cerebral, que controla os movimentos do corpo. No caso dos sonâmbulos, essas ondas, vindas de uma área do cérebro chamada ponte, são irregulares. Por isso não cumprem a contento a função de inibir a região motora.
Como as áreas motoras permanecem ativas, o sonâmbulo é capaz de se sentar, andar e trocar a roupa. Já a área relacionada à consciência e memória, no hipotálamo, se mantém quase inativa. E isso explica porque quem sofre desse distúrbio não percebe o que faz nem se lembra de nada no dia seguinte embora algumas vezes podendo se manifestar como por exemplo: ir pagar uma conta a um multibanco ou escrever uma carta devido uma grande preocupação.

### Fatores de risco
Vários fatores aumentam a probabilidade de sonambulismo, dentre eles:
- Uso de sedativos;
- Consumo de álcool;
- Estresse excessivo;
- Ansiedade;
- Febre.

Além disso, é mais frequente em pessoas que possuem transtornos como:
- Problemas respiratórios;
- Refluxo gastroesofágico;
- Transtorno de estresse pós-traumático.

## Casos notáveis

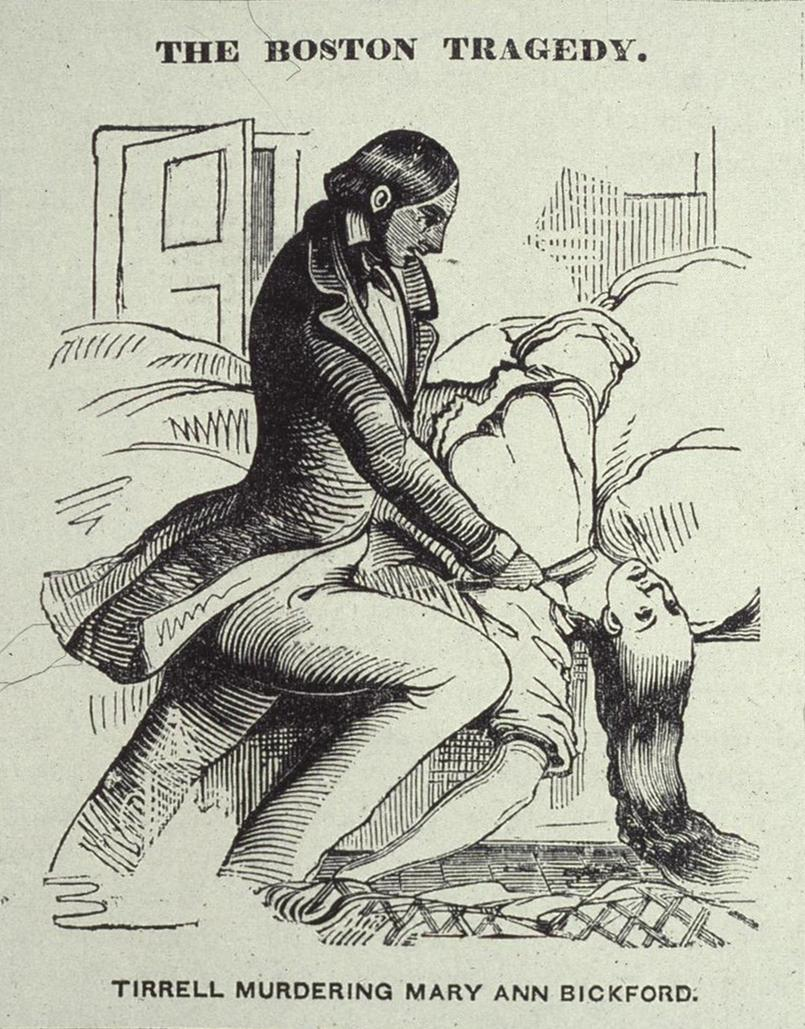
Em 1846, Tirell Bickford foi acusado de matar a prostituta Mary Ann durante um episódio de sonambulismo, mas inocentado pelo critério de insanidade temporária.

Já houve um caso no qual um homem escalou uma montanha durante o sono, e acordou apenas em cima. Bombeiros equipados e outros levaram horas para escalar a montanha para o resgate, dado que a montanha era muito íngreme.
Algumas pessoas já foram vistas caindo de janelas e escadas enquanto estavam sonâmbulas. Alguns sonâmbulos podem ser violentos, inclusive a ponto de matar acidentalmente pessoas próximas  (sonambulismo homicida). Em alguns casos internacionais de homicídios e tentativas de homicídio com pacientes sonâmbulos o juri declarou o réu inocente por critério de insanidade temporária. Em outros casos esse argumento já foi negado e o réu condenado a morte, prisão ou confinamento em instituição psiquiátrica.
Existem pelo menos 11 casos de abuso sexual do parceiro(a) durante o sono descritos na literatura (inclusive de mulheres). Os comportamentos incluíram: tirar própria roupa; molestar o parceiro; tentar tirar a roupa do(a) parceiro(a); auto-estimulação e tentar o coito forçado. Acordar o parceiro pode ser difícil mas é suficiente para que ele se controle, geralmente se sentindo culpado e envergonhado por esse comportamento.

### Comportamento violento
Alguns pacientes violentos durante o sonambulismo também tem episódios recorrentes de terror noturno e pesadelos. As principais características associadas este comportamento são :
- Sexo masculino;
- Problemas familiares na infância;
- História de abuso sexual;
- Escala de Hamilton > 24;
- História familiar de sonambulismo ou terror noturno;
- Presença de desorganização no horário do sono, com ciclos vigília-sono mais caóticos;
- História de abuso de substâncias.

Esse tipo de comportamento é bastante raro com apenas alguns poucos casos descritos na literatura.

## Tratamento
Primariamente, é importante tomar medidas de segurança para a proteção do paciente como dormir no andar térreo, em quarto amplo; proteger as janelas ou fechá-las; retirar mobílias baixas e outros obstáculos do quarto nos quais o paciente possa bater ou tropeçar e cair (como cadeiras, pufes e mesinhas); dificultar o acesso a objetos perfurantes ou cortantes (como tesouras, estiletes e agulhas).
Em casos mais acentuados, pode ser necessário colocar o paciente para dormir em um saco com zíper. Deve-se tratar os fatores de piora, tais como estresse excessivo cotidiano, ansiedade e hábitos de sono irregulares, prevenindo a privação do sono. Para melhorar esses fatores pode-se utilizar ansiolíticos, psicoterapia, técnicas de relaxamento e outras medidas para melhorar a higiene do sono.
Além disso, deve-se tratar outras possíveis condições clínicas associadas como: depressão, distúrbios respiratórios, narcolepsia, movimentos periódicos de membros e doenças neurológicas.
Alguns medicamentos psiquiátricos também podem diminuir a frequência dos casos como o clonazepam em doses baixas, que podem ser aumentadas dependendo da resposta terapêutica, ou outros benzodiazepínicos como diazepan ou flurazepam. Nos casos de crises violentas comprovadas, são utilizados antiepiléticos.